# Мітоген-активована протеїнкіназа 1
Мітоген-активована протеїнкіназа 1 (англ. Mitogen-activated protein kinase 1) – білок, який кодується геном MAPK1, розташованим у людей на короткому плечі 22-ї хромосоми.  Довжина поліпептидного ланцюга білка становить 360 амінокислот, а молекулярна маса — 41 390.
| 10         |  | 20         |  | 30         |  | 40         |  | 50         |
| ---------- |  | ---------- |  | ---------- |  | ---------- |  | ---------- |
| MAAAAAAGAG |  | PEMVRGQVFD |  | VGPRYTNLSY |  | IGEGAYGMVC |  | SAYDNVNKVR |
| VAIKKISPFE |  | HQTYCQRTLR |  | EIKILLRFRH |  | ENIIGINDII |  | RAPTIEQMKD |
| VYIVQDLMET |  | DLYKLLKTQH |  | LSNDHICYFL |  | YQILRGLKYI |  | HSANVLHRDL |
| KPSNLLLNTT |  | CDLKICDFGL |  | ARVADPDHDH |  | TGFLTEYVAT |  | RWYRAPEIML |
| NSKGYTKSID |  | IWSVGCILAE |  | MLSNRPIFPG |  | KHYLDQLNHI |  | LGILGSPSQE |
| DLNCIINLKA |  | RNYLLSLPHK |  | NKVPWNRLFP |  | NADSKALDLL |  | DKMLTFNPHK |
| RIEVEQALAH |  | PYLEQYYDPS |  | DEPIAEAPFK |  | FDMELDDLPK |  | EKLKELIFEE |
| TARFQPGYRS |  |            |  |            |  |            |  |            |

A: Аланін

C: Цистеїн

D: Аспарагінова кислота

E: Глутамінова кислота

F: Фенілаланін

G: Гліцин

H: Гістидин

I: Ізолейцин

K: Лізин

L: Лейцин

M: Метіонін

N: Аспарагін

P: Пролін

Q: Глутамін

R: Аргінін

S: Серин

T: Треонін

V: Валін

W: Триптофан

Цей білок за функціями належить до трансфераз, репресорів, кіназ, серин/треонінових протеїнкіназ. 
Задіяний у таких біологічних процесах як апоптоз, взаємодія хазяїн-вірус, транскрипція, регуляція транскрипції, клітинний цикл. 
Білок має сайт для зв'язування з АТФ, нуклеотидами, ДНК. 
Локалізований у цитоплазмі, цитоскелеті, ядрі.